# Augsburger Sagen

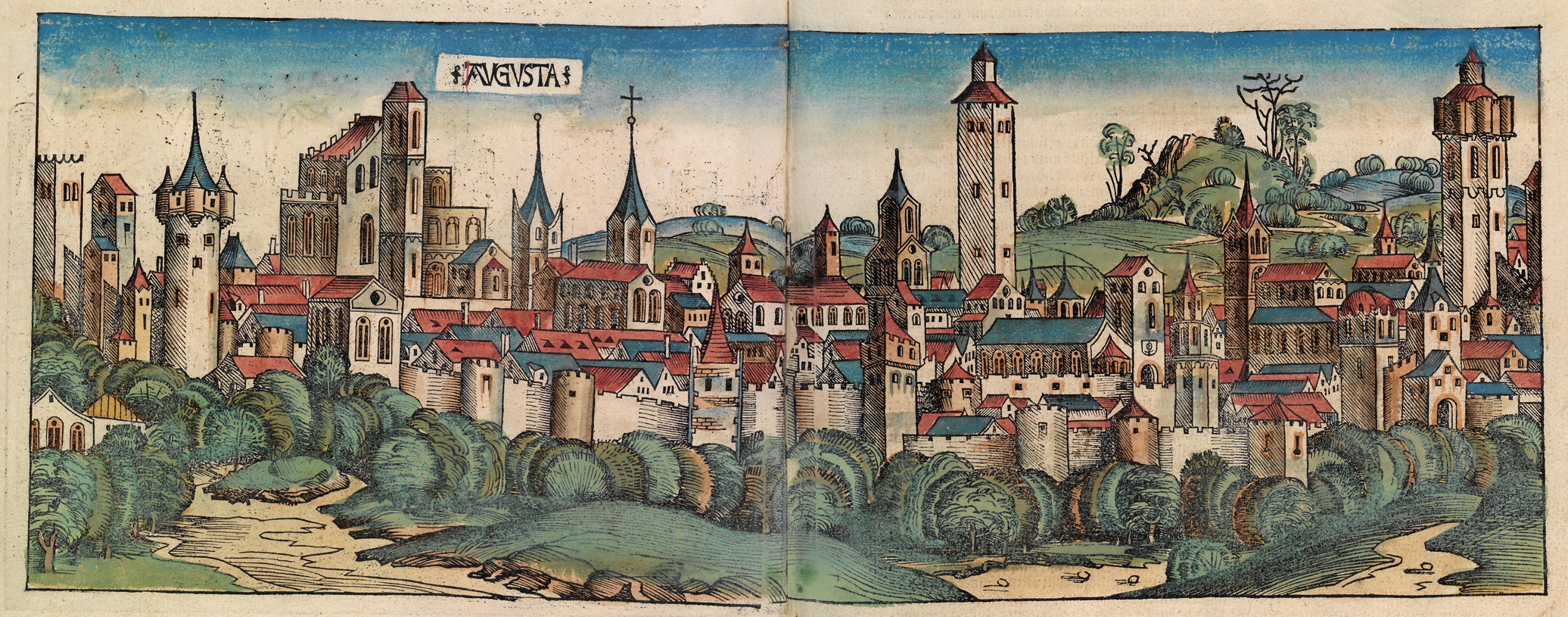
Holzschnitt von Augsburg aus der Schedel’schen Weltchronik.

Augsburger Sagen sind volkstümliche Erzählungen aus der oberschwäbischen Stadt Augsburg und dem näheren Umland mit fantastischem oder auch eher anekdotischem Inhalt.

## Übersicht

### Sagen zur Geschichte

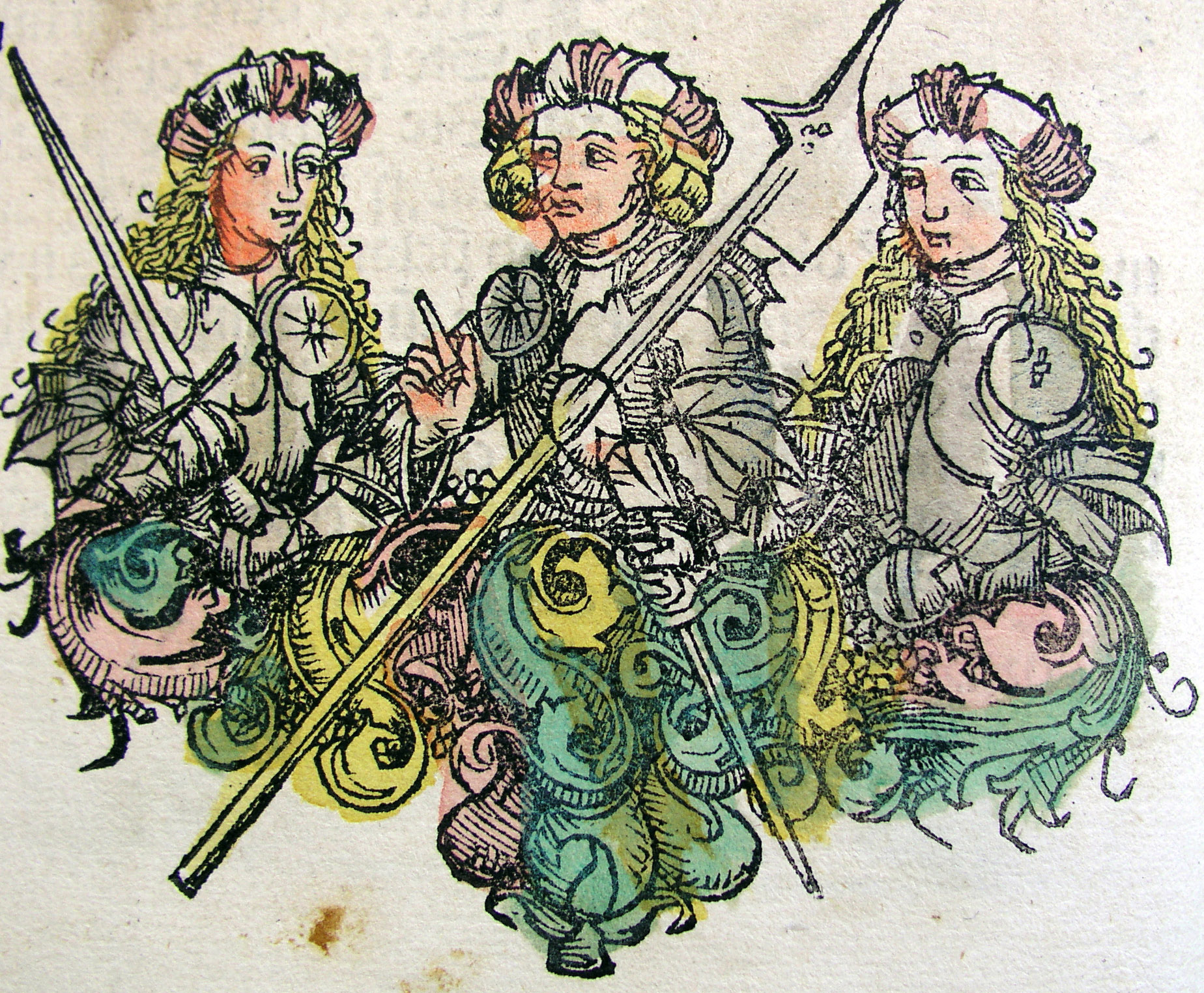
Darstellung der Amazonen in der Schedel’schen Weltchronik.

#### Vorgeschichte und Antike
- Die Gründung Augsburgs[1]: Augsburg stellt eine Stadtgründung dar, die auf ein römisches Legionslager zu Beginn des 1. Jahrhunderts zurückgeht. Die Sage lässt die Geschichte der Stadt jedoch deutlich früher beginnen. So soll sie bereits 600 Jahre vor der Gründung Roms von den Nachfahren Japhets, eines Sohns Noahs, gegründet worden sein. Später soll auch Marthesia (Marpesia), die Königin der Amazonen, die Stadt erobert und geplündert haben, die Stadt wurde danach jedoch wieder aufgebaut. Die Räter seien erst später, um das Jahr 548 vor Christus in die Region gekommen, hätten die Göttin Cisa verehrt, danach sei Augsburg auch Vindelica genannt worden.
- Die Göttin Zisa: Es wird in mehreren Quellen des Mittelalters überliefert, dass in Augsburg einst eine Göttin namens Cisa verehrt worden sein soll, im alten Augsburg soll sich ein großer Tempel aus Holz für diese befunden haben, der auf dem Zisenberg gestanden haben soll. Nach ihr soll die Stadt früher auch den Namen Cizaria getragen haben. Ob es diese Göttin tatsächlich gegeben hat, ist in der Forschung umstritten, Jacob Grimm hatte dies noch angenommen. Die neuere Forschung sieht die Überlieferung hingegen als nicht glaubwürdig an. Auf der Wetterfahne am Perlachturm befindet sich Cisa abgebildet. Auch auf einem Relief auf dem Herkulesbrunnen ist Cisa zu sehen. Seit dem späten Mittelalter war in Augsburg ein provinzialrömisches Medusenhaupt bekannt, das sich in der evangelischen Ulrichskirche eingemauert befindet. Das Haupt wurde auch als Abbild der Göttin Cisa gedeutet.
- Der fliehende Varus: Der Sage nach soll sich der römische Feldherr Varus, auch Verres genannt, nach der Schlacht im Teutoburger Wald nicht in sein Schwert gestürzt haben, sondern sich zunächst vor den Germanen in die Gegend, wo später Pfersee liegen sollte, versteckt haben und schließlich an einem See erschlagen worden sein, womit entweder ein Altwasser oder die Wertach gemeint ist. Der heutige Name Pfersee soll aus Verres- bzw. Varus-See entstanden sein.
- Römerschlacht bei Kriegshaber: Der Name des heutigen Augsburger Stadtteils Kriegshaber soll sich von einer Schlacht zwischen Römern und Vindelikern ableiten. Der Sage nach befand sich auf römischer Seite ein griechischer Söldner mit dem Namen Avar, bei dem es sich um den Sohn des Königs Bogud handelte (dieser ist historisch als punischer Schiffshauptmann greifbar). Avar wurde von den Vindelikern gefangen genommen und deren Göttern geopfert. Aus „Grieche Avar“ soll sich im Laufe der Zeit der Name Kriegshaber entwickelt haben.
- Hexenritt gegen Attila: Der hunnische König Attila soll Europa mit Feuer und Schwert verheert haben, sodass er, als er an den Lech vorstieß, im Sinn trug, das dortige Augsburg wie andere Städte zu einem Schutthaufen zu machen. Die Kapelle der hl. Afra hatte er bereits verwüstet. Als er schließlich über den Lech setzen wollte, kam ihm jedoch eine hässliche alte Frau auf einem ebenfalls unschön anzusehenden Pferd entgegen und rief laut dreimal, er solle zurückweichen. Dies habe den Hunnenkönig so sehr erschreckt, dass er sich mit seinem Heere sogleich zurückzog.[2] Eine andere Fassung der Sage berichtet, dass es sich bei der alten Frau um eine Hexe gehandelt hatte, die gefürchtet war und von der Obrigkeit der Stadt Augsburg wegen ihres bösen Treibens im Barfüßerturm eingesperrt wurde. Als die Hunnen die Stadt belagerten und sie auszuhungern gedachten, bot die Hexe an, den Feind zu vertreiben, wenn man ihr dafür die Freiheit lasse. Die Bitte wurde ihr gewährt und die Hexe spannte einen schwarzen Hengst vor einen Bauernwagen. Dann legte sie alle ihre Kleider ab, schwang sich auf das Pferd und flog mit diesem durch die Luft. So wurden die Hunnen vertrieben. Eine bildliche Darstellung des Hexenrittes gegen Attila soll sich an dem 1836 abgerissenen Barfüßerturm in der Augsburger Altstadt befunden haben.[3]

#### Mittelalter
- Das Wappen der Augsburger Weber[4]: In der Schlacht auf dem Lechfeld 955 gegen die Ungarn sollen sich der Sage nach besonders die Augsburger Weber hervorgetan haben, sie kämpfen nicht nur tapfer, sondern es gelang ihnen auch, den ungarischen Fürsten zu töten. Dessen Fahne und Wappen gelangte auf diese Weise in die Hände der Weber, die das Siegeszeichen schließlich als ihr eigenes Wappen übernahmen.

#### Frühe Neuzeit

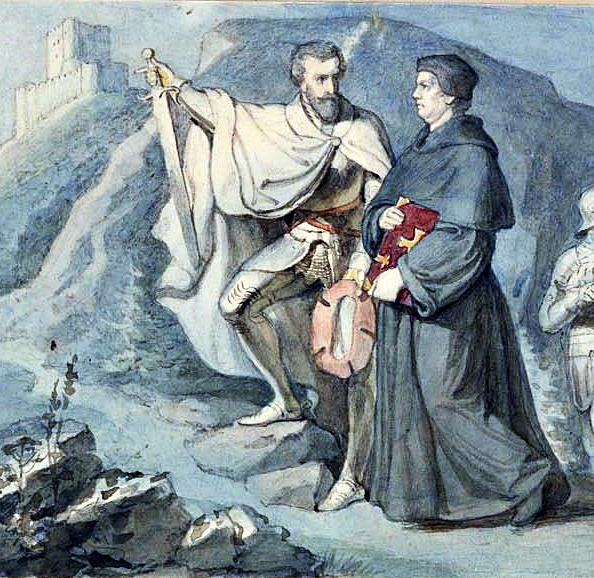
Langenmantel bringt Luther nach Hohenschwangau, Entwurf von Wilhelm Lindenschmit dem Älteren, 1835.

- Zum Dahinab[5]: Nach seinem Auftritt auf dem Reichstag in Augsburg musste Martin Luther um seine persönliche Sicherheit fürchten. Ihm wurde von seinen Freunden, hierbei vor allem von Christoph Langenmantel, geraten, die Stadt heimlich zu verlassen. Noch vor Tagesanbruch machte er sich an den Weg und schaffte es bis zum St.-Gallus-Gäßchen. Er fand sich fortan jedoch nicht mehr zurecht, irrte umher und war nicht in der Lage, das Stephingertörlein zu finden, das ihm ein wohlwollender Torwächter offen lassen sollte. Als er bereits am verzweifeln war, sei ihm plötzlich eine Gestalt erschienen, die eine Ähnlichkeit mit seinem Freund Langenmantel besaß. Mit den Worten „Da hinab“ wies ihm die Gestalt den Weg nach rechts, die zum Tor führte. Die Gestalt wurde – je nach Haltung zur Person Luthers – entweder als Schutzengel oder Teufel gedeutet. Luther gelangte durch das Tor und fand einen Esel samt Boten für die Flucht dahinter wartend.
- Luthers Ritt nach Hohenschwangau[6]: Martin Luther und sein Freund Christoph Langenmantel mussten 1518 zur Nachtzeit Augsburg verlassen. Die Sage berichtet, dass sie acht Meilen weit das Lechfeld hinaus ritten und auf das Gebirge zusteuerten. Als ihre Verfolger sie fast eingeholt hatten, sahen sie Luther und Langenmantel jedoch auf glutschnaubenden Feuerrossen, die die dunkle Oktobernacht erhellten, mit der Geschwindigkeit des Windes vor sich herbrausen, woraufhin sie erschrocken umkehrten. Die ersten Rast soll Langenmantel Luther dabei erst Hohenschwangau vergönnt haben, ihn jedoch von dort aus sogleich zum  Schloss Hohenaschau weitergeleitet haben.

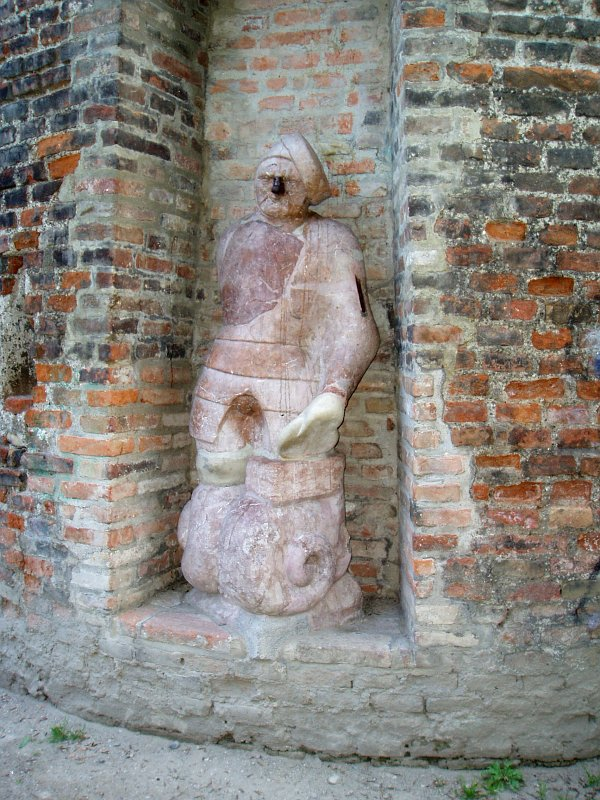
Der „Stoinerne Ma“ an der östlichen Stadtmauer.

- Der Steinerne Mann[7]: Im November 1634 wurde Augsburg während des Dreißigjährigen Krieges vom bayerischen Feldmarschall Joachim Christian von der Wahl belagert, die Stadt war von den Schweden besetzt. Die Stadt sollte ausgehungert werden, um rasch eine Übergabe zu erhalten. Die Vorräte gingen schließlich zu Neige und die Augsburger fürchteten, dass sie den Hungertod erleiden würden. In dieser Lage kam einem Bäckermeister namens Konrad Hackher eine Idee: Er nahm einen stattlichen Laib Brot (der einer anderen Fassung nach nicht aus Teig, sondern Sägemehl gemacht worden war) und ging mit diesem auf der Stadtmauer umher, während er dazu ein Lied sang. (In einer anderen Fassung wirft er den Brotlaib als Provokation sogar nach unten, um den Belagerern zu zeigen, dass die Stadt noch Brot in großem Maße besitze.) Damit sollte der Eindruck erweckt werden, dass die Vorräte an Brot in der Stadt noch reichlich waren und die Bewohner nach wie vor vergnügt. Der Anblick verärgerte die Belagerer und sie schossen mit einer Feldschlange (in einer anderen Fassung mit einer Armbrust) auf den Bäckermeister. Diesem wurde der Arm samt dem Brotlaib weggerissen, wenige Tage danach starb er an seinen Verletzungen. Zu seinem Andenken ließen die Augsburger eine Figur des Bäckermeisters aufstellen, die sich heute am Unteren Graben befindet, und als Steinerner Mann (Stoinerner Ma) bekannt ist. Es soll Glück bringen, die Nase der Steinfigur zu berühren, dieser Brauch sei vor allem bei Liebespaaren beliebt.
- Der Hexenbrunnen[8][9]: Zwischen dem Lueginsland und dem Fischertor befindet sich unmittelbar an der Augsburger Stadtmauer ein Brunnen mit der Figur einer alten Frau. Von diesem wird gesagt, dass dort im 16. und 17. Jahrhundert zum Tode verurteilte Frauen, die für Hexen gehalten wurden, ihren letzten Schluck Wasser zu sich nehmen durften, bevor es zum Scheiterhaufen weiterging. Bei der Sage dürfte es sich um eine jüngere Erzählung handeln und keine Erinnerung an die tatsächliche Hexenverfolgung in Augsburg. Der Brunnen mit der Figur soll heute an die Opfer der Hexenverfolgung erinnern. Aus Schutzgründen befindet sich die Hexenfigur inzwischen hinter einem Gitter, was auch die soziale Unterdrückung der Frauen in vergangenen Zeiten symbolisieren soll.

### Heiligensagen
- Die heilige Afra
- Der hl. Ulrich mit dem Fisch

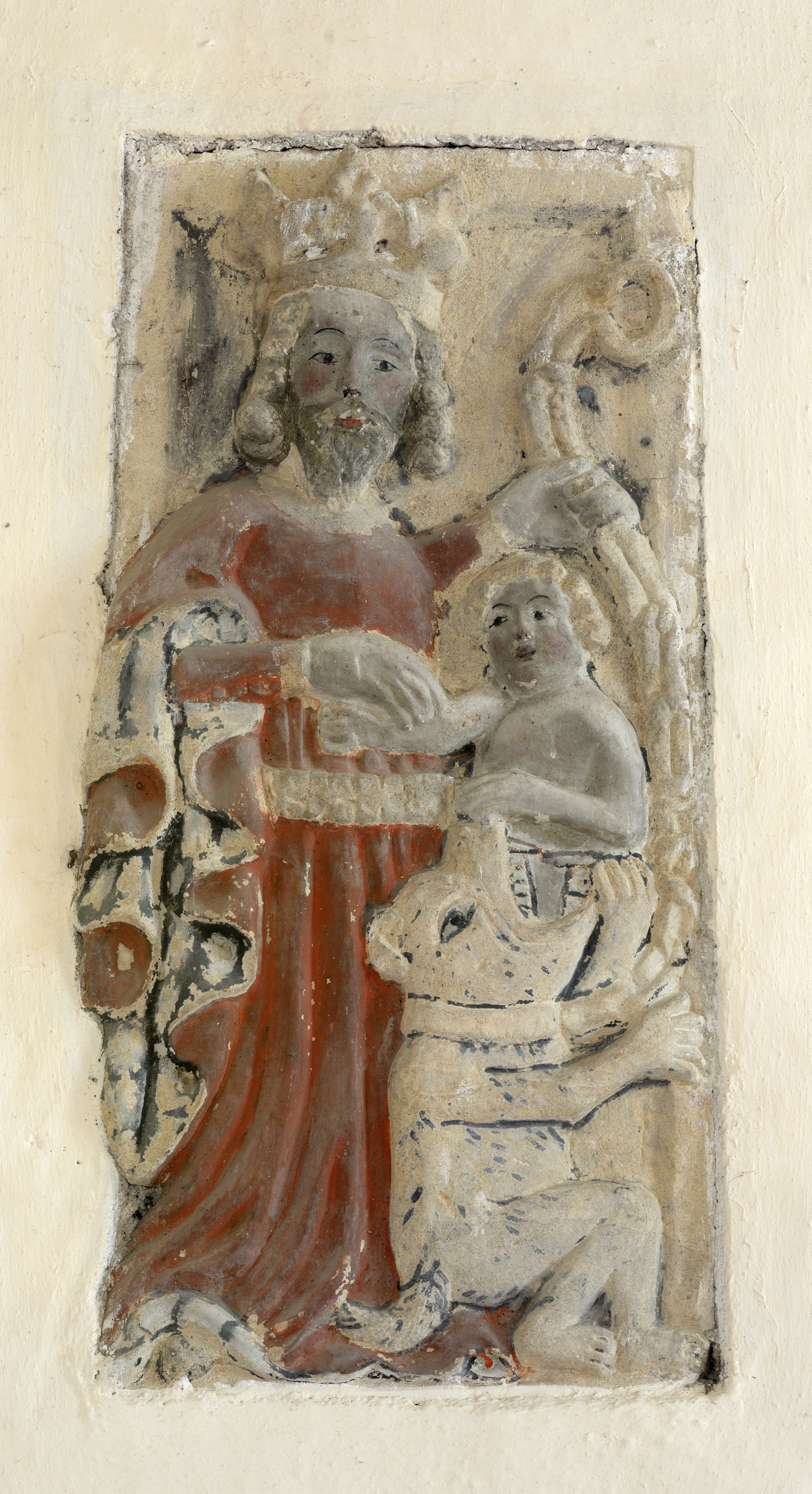
Eine Darstellung des hl. Simpert mit dem Kind und Wolf in Kirche St. Konstantin bei Völs in Südtirol.

- Das Grab des hl. Simpert:[10][11] Die Gebeine des hl. Simpert wurden in der Kapelle der hl. Afra begraben, als die Hunnen diese zerstörten, wurden die Knochen jedoch zerstreut. Der hl. Ulrich soll sie wieder aufgesammt haben und sie feierlich bestatten lassen. Bei seinem Grab sollen viele Wunder geschehen sein. So hat etwa einmal eine Wölfin in der Nähe von Augsburg ein Kind in ihrem Rachen mit sich fortgetragen. Die Mutter des Kindes bat an dessen Grab um Hilfe und wenige Stunden danach geschah es tatsächlich, dass die Wölfin wieder erschien und das Kind unverletzt zurückgab.

### Geister und Spukgestalten
- Die Augsburger Geistermesse[12]: Einmal soll eine Frau aus Versehen in der Nacht vor Allerseelen um Mitternacht aufgestanden sein und zur Gruftkirche gegangen sein, um dort die Frühmesse zu besuchen. Dort sah sie, wie ihre erst kürzlich verstorbene Gevatterin und andere arme Seelen zum Opfer gingen. Die Gevatterin wandte sich an sie und flüsterte ihr zu, dass sie zur Totenzeit in die Kirche gegangen sei und schleunigst gehen und sie in Ruhe lassen sollten, sonst würde ein Unglück geschehen und sie ewig hier bleiben müssen. Die Frau erschrak bei diesen Worten sehr und verließ die Kirche sogleich. Das Zufallen der Kirchentür hörte sie noch, dann brach sie zusammen und wurde ohnmächtig. Man fand sie am Morgen dort liegen, sechs Wochen lang noch war sie krank.
- Die Wehmutter:[13] Bei der sogenannten Wehmutter handelt es sich um eine Hebamme, die bei Nottaufen Kinder im Namen des Teufels getauft haben soll. Nach ihrem Tod erschien sie in verschiedenen Gestalten wieder, etwa als Hund oder Kalb. Bemerkbar machte sie sich durch wehmütiges Winseln, gefährlich wurde sie vor allem Wöchnerinnen und Kindern. Besonders in den Rauhnächten soll sie durch die Straßen gezogen sein. Wer seinen Kopf dabei aus dem Fenster streckte, um sie zu sehen, dem soll der Kopf als Folge davon angeschwollen sein. Später soll sie schließlich erfolgreich durch einen Geistlichen gebannt worden sein – entweder bei Regensburg in die Donau oder aber die Wertach.
- Der Gögginger Wassermann
- Ein Augsburger Freischütz